# كوتا أليفة الملوحة
الكوتا أليفة الملوحة (باللاتينية: Cota halophila) نوع نباتي يتبع جنس الكوتا من الفصيلة النجمية. كان هذا النوع يوضع ضمن جنس الأربيان وكان يسمى الأربيان أليف الملوحة (باللاتينية: Anthemis halophila).

## الموئل والانتشار
موطنها بلاد الشام وتركيا.

## مرادفات للاسم العلمي
- (باللاتينية: Anthemis halophila Boiss. & Balansa)
- (باللاتينية: Anthemis alexandrettae Eig)